# Drucina venerata
Drucina venerata är en fjärilsart som beskrevs av Butler 1873. Drucina venerata ingår i släktet Drucina och familjen praktfjärilar. Inga underarter finns listade i Catalogue of Life.